# Macrobius (Name)
Macrobius war ein römischer Personenname, der insbesondere in der Spätantike (4./5. Jahrhundert n. Chr.) Verwendung fand.
Bekannte Namensträger (in chronologischer Ordnung):
- Maximilianus Macrobius, römischer Beamter, vielleicht Statthalter einer Provinz (um 329)[2]
- Macrobius (Donatist), donatistischer christlicher Schriftsteller und Bischof (1. Hälfte des 4. Jahrhunderts)
- Macrobius, Tribun einer Legion, fiel im Kampf gegen die Perser bei Jovians Rückzug 363[3]
- Macrobius (vicarius Hispaniarum), römischer Beamter (vicarius Hispaniarum, 399/400)
- Macrobius (proconsul Africae), spätantiker Beamter (proconsul Africae 410), vielleicht identisch mit dem vicarius Hispaniarum[4]
- Flavius Macrobius Maximianus, spätantiker Beamter um 400 unter Arcadius[5]
- Flavius Macrobius Longinianus († 408), spätantiker Beamter (comes sacrarum largitionum, 399; praefectus urbis Romae, 401; praefectus praetorio Italiae, 406–408), Freund Stilichos[6]
- Macrobius (Kämmerer), praepositus sacri cubiculi Theodosius’ II., bezeugt 422
- Macrobius Ambrosius Theodosius, römischer Schriftsteller, Grammatiker und Philosoph (vermutlich 1. Hälfte 5. Jahrhundert)
- Flavius Macrobius Plotinus Eustathius, Stadtpräfekt Roms, Sohn des Schriftstellers[7]
- Macrobius Plotinus Eudoxius, Gelehrter, vielleicht Enkel des Schriftstellers (vor 485)
- Macrobius, ein scribo, der ca. 605/607 als Teil der Verschwörung des Theodorus und des Elpidius von Phokas hingerichtet wurde[8]